# 해리 피콕
해리 피콕(Harry Peacock, 1978년 1월 1일 ~ )은 영국의 영화배우, 텔레비전 배우, 배우이다.

## 방송
- 더 리빙 앤 더 데드

## 영화
- 머더 인 석세스빌 (2015년)
- 걸리버 여행기 (2010년)
- 발리언트 (2005년)
- 와이어 인 더 블러드 (2002년)
- 스테이션 짐 (2001년)
- 더 빌 (1984년)